# Buluh Awar
Buluh Awar is een bestuurslaag in het regentschap Deli Serdang van de provincie Noord-Sumatra, Indonesië. Buluh Awar telt 313 inwoners (volkstelling 2010).